# 1018
Початок Високого Середньовіччя  •  Епоха вікінгів  •  Золота доба ісламу  •  Реконкіста  •  Київська Русь

## Геополітична ситуація
Візантію очолює Василій II Болгаробійця. Генріх II є імператором Священної Римської імперії.
Королем Західного Франкського королівства є, принаймні формально, Роберт II Побожний.
Апеннінський півострів розділений між численними державами: північ належить Священній Римській імперії, середню частину займає Папська область, на південь від Римської області лежать невеликі незалежні герцогства, півдненна частина півострова належать Візантії. Південь Піренейського півострова займає Кордовський халіфат, охоплений міжусобицею. Північну частину півострова займають християнські королівство Леон (Астурія, Галісія), де править Альфонсо V, Наварра (Арагон, Кастилія) та Барселона.
Канут Великий є королем Англії й Данії.
У Київській Русі триває боротьба за трон між Святополком та Ярославом. У Польщі править Болеслав I Хоробрий. Перше Болгарське царство припинило існування, захоплене Візантією. У Хорватії триває правління Крешиміра III та Гойслава. Королівство Угорщина очолює Стефан I.
Аббасидський халіфат очолює аль-Кадір, в Єгипті владу утримують Фатіміди, в Середній Азії — Караханіди, у Хорасані — Газневіди. У Китаї триває правління династії Сун. Значними державами Індії є Пала, Пратіхара, Чола. В Японії триває період Хей'ан.

## Події
- Триває боротьба за київський престол між синами Володимира Великого. Війська Святополка Володимировича разом із військами польського короля Болеслава Хороброго завдали поразки полкам Ярослава Володимировича у битві над Бугом. Ярослав утік в Новгород. Болеслав Хоробрий взяв Київ.
- Припинило існування Перше Болгарське царство, захоплене  Візантійською імперією на чолі з Василієм II Болгаробійцею.
- Імператор Священної Римської імперії Генріх II та польський король Болеслав Хоробрий підписали Будишинський мир, закінчивши війну, що тривала з 1012 року.
- Візантійські війська на півдні Італії завдали поразки Мелу з Барі та його союзникам норманам.
- Канут Великий після смерті свого брата Гаральда II долучив до свого титулу короля Англії титул короля Данії.
- Махмуд Газневі здійснив свій другий похід в Індію й захопив Каннаудж, вивізши звідти в Хорасан численних ремісників та митців.
- Корейські війська дали відсіч наступу на країну киданів держави Ляо.
- Чола здійснила масовий наступ на Ланку.